# Psychoda erminea
Psychoda erminea és una espècie d'insecte dípter pertanyent a la família dels psicòdids que es troba a Europa (la Gran Bretanya, Irlanda, Bèlgica, els Països Baixos, Alemanya i Eslovènia, incloent-hi els Alps), el Japó, Taiwan i Algèria.